# Liste des émissions Bullshit!
« Penn et Teller » sera abrégé « P&T » pour alléger la lecture.

## Première Saison
| #    | Titre                              | Traduction                                                        | Diffusion       | Résumés et sujets abordés |
| ---- | ---------------------------------- | ----------------------------------------------------------------- | --------------- | --- |
| 1-01 | Talking to the Dead                | Parler aux morts                                                  | 24 janvier 2003 | P&T dénoncent les supposés médium prétendant pouvoir contacter les défunts. Ils présentent plusieurs méthodes de lecture froide. |
| 1-02 | Alternative Medicine               | La médecine douce                                                 | 31 janvier 2003 | P&T critiquent les médecines douces. |
| 1-03 | Alien Abductions                   | Les enlèvements par les extraterrestres                           | 7 février 2003  | P&T infiltrent une convention sur les extra-terrestres. Ils rencontrent aussi des personnes expliquant leurs prétendus enlèvements par des extra-terrestres. |
| 1-04 | End of the World                   | La fin du Monde                                                   | 14 février 2003 | P&T présentent plusieurs illuminés qui annoncent la fin du Monde |
| 1-05 | Second Hand Smoke/Baby Bullshit    | Le tabagisme passif / les conneries pour bébé                     | 21 février 2003 | P&T sortent un rapport scientifique qui affirment qu'un fumeur passif ne court pas plus de danger que quelqu'un qui ne fume pas (Nota : ils ont filmé un démenti sur ce rapport par la suite). P&T dénoncent l'inutilité des cours, des vidéos et des musiques pour bébé qui sont censés les rendre plus intelligents. |
| 1-06 | Sex, Sex, Sex                      | Sexe, sexe, sexe                                                  | 28 février 2003 | P&T dénoncent des fausses méthodes pour agrandir le sexe masculin, les seins et l'inutilité des aphrodisiaques. |
| 1-07 | Feng Shui / Bottled Water          | Feng Shui / L'eau en bouteille                                    | 7 mars 2003     | P&T dénoncent la mode du Feng Shui. P&T dénoncent les eaux en bouteille (minérale, de source, et autres) qui peuvent ne pas être mieux que de l'eau du robinet. Ils organisent aussi une fausse dégustation dans un restaurant branché.                                                                                |
| 1-08 | Creationism                        | Le créationnisme                                                  | 14 mars 2003    | Plus de 50 % des Américains sont convaincus que le monde a été créé en six jours il y a 6 000 ans. |
| 1-09 | Self-Helpless                      | Le désespèrement personnel                                        | 21 mars 2003    | ("Self-Help" signifie littéralement "Auto-aide", traduit en français par "développement personnel". "Helpless" signifie "Sans aide", "sans espoirs" ou "démuni") P&T critiquent plusieurs méthodes de développement personnel.                                                                                         |
| 1-10 | ESP                                | la perception extra-sensorielle                                   | 28 mars 2003    | P&T dénoncent des charlatans donnant des cours ou des conseils autour de la perception extra-sensorielle. |
| 1-11 | Eat This!                          | Mangez ça !                                                       | 4 avril 2003    | (qu'on peut aussi traduire "prends ça dans ta face") |
| 1-12 | Ouiji Board/Near Death Experiences | Les planchettes Ouija / Les expériences aux frontières de la mort | 11 avril 2003   | |
| 1-13 | Environmental Hysteria             | Hystérie environnementale                                         | 18 avril 2003   | P&T dénoncent l'usage de ce qu'ils appellent un discours catastrophiques et pousse même le vice jusqu'à faire signer avec succès une pétition pour bannir le Monoxyde de di-hydrogène (c'est-à-dire l'eau) dans un rassemblement d'écologistes.                                                                        |

## Deuxième Saison
| #         | Titre                       | Traduction                                    | Diffusion        | Résumés et sujets abordés |
| --------- | --------------------------- | --------------------------------------------- | ---------------- | --- |
| 2-1 (14)  | P.E.T.A.                    | P.E.T.A.                                      | 1er avril 2004   | P.E.T.A. est une association de défense des animaux que P&T dénoncent comme extrémiste, ayant recours à des méthodes terroristes. |
| 2-2 (15)  | Safety Hysteria             | L'hystérie de la sécurité                     | 8 avril 2004     | |
| 2-3 (16)  | The Business of Love        | Le business de l'amour                        | 15 avril 2004    | P&T critiquent le mythe de la monogamie (avec David P. Barash auteur de Myth of Monogamy), dénoncent les grands auteurs de livre sur les couples (avec John Gray auteur de Mars et Venus, et Ellen Fein auteur de The Rules |
| 2-4 (17)  | War on Drugs                | Guerre contre la drogue                       | 22 avril 2004    | P&T considèrent que beaucoup d'argent est gâché dans la guerre contre la drogue, et estiment que l'accès à la drogue devrait être une liberté personnelle (mettant ainsi en avant leurs convictions libertariennes) |
| 2-5 (18)  | Recycling                   | Recyclage                                     | 29 avril 2004    | P&T dénoncent le fait que le recyclage coûte cher et ne sert à rien à tous les niveaux. |
| 2-6 (19)  | The Bible: Fact or Fiction? | La Bible : vérité et mensonge                 | 6 mai 2004       | P&T soulignent les incohérences de la Bible, et dénoncent que le fait que la plupart des Américains s'y réfèrent sans jamais l'avoir lu. |
| 2-7 (20)  | Yoga / Tantric Sex          | Yoga / Sexe tantrique                         | 13 mai 2004      | P&T dénoncent le fait que le Yoga consiste en des étirements qu'on fait payer cher. Idem pour les prétendues vertus du Tantrisme. |
| 2-8 (21)  | Fountain of Youth           | La fontaine de jouvence                       | 20 mai 2004      | P&T dénoncent la course à la jeunesse, en abordant le thème de le chirurgie esthétique, du botox, et des traitements hormonaux. |
| 2-9 (22)  | Death, Inc.                 | Mort et compagnie                             | 8 août 2004      | L'industrie funéraire aux États-Unis et la vente sous pression effectuée dans un contexte de deuil. |
| 2-10 (23) | Profanity                   | Les gros mots                                 | 12 août 2004     | P&T critiquent ceux qui veulent interdire les grossièretés. |
| 2-11 (24) | 12-Stepping                 | Les programmes en 12 étapes                   | 19 août 2004     | Le programme en 12 étapes le plus connu est celui des alcooliques anonymes. P&T dénoncent le fait qu'il s'agisse d'un programme humiliant, et basé sur la religion chrétienne. Ils estiment que l'efficacité de ces méthodes n'a jamais été prouvée, et ne serait pas supérieure à tout autre méthode où la personne dépendante fait une démarche qui montre sa volonté d'arrêter.                                |
| 2-12 (25) | Exercise vs. Genetics       | Les exercices (physiques) contre la génétique | 26 août 2004     | P&T dénoncent que les clubs de Gym, les vendeurs d'appareils de musculation miracles ou de pilules nous font croire qu'on peut avoir un corps de rêve alors que certaines personnes sont aidées par leur génétique. |
| 2-13 (26) | Hypnosis                    | L'Hypnose                                     | 2 septembre 2004 | P&T critique les promesses autour de l'hypnose (qui permet de faire pousser les cheveux ou les seins selon certains charlatans) et montrent une séance d'hypnose prétendant faire régresser quelqu'un à une vie antérieure. Un hypnotiseur de spectacle explique qu'il ne fait rien pour hypnotiser les spectateurs volontaires : à la base ils sont volontaires, et font ce qu'ils veulent bien faire sur scène. |

## Troisième Saison
| #         | Titre               | Traduction               | Diffusion     | Résumés et sujets abordés |
| --------- | ------------------- | ------------------------ | ------------- | --- |
| 3-1 (27)  | Circumcision        | Circoncision             | 25 avril 2005 | Aux États-Unis 80 % de la population mâle est circoncise pour des raisons non religieuses. P&T dénoncent le fait que cette opération est inutile.                                                                            |
| 3-2 (28)  | Family Values       | Les valeurs familiales   | 2 mai 2005    | P&T dénoncent les valeurs familiales imposées par les médias : un couple, deux enfants. La plupart des couples sont divorcés. Ils donnent un exemple de ménages à quatre sous un même toit : un couple et l'amant de chacun. |
| 3-3 (29)  | Conspiracy Theories | Les théories du complot  | 9 mai 2005    | P&T dénoncent les théories farfelues autour de l'assassinat de John F. Kennedy, les attentats du 11 septembre 2001, et l'accusation de canular du programme Apollo.                                                          |
| 3-4 (30)  | Life Coaching       | Le mentorat              | 16 mai 2005   | Épisode contre le mentorat. P&T dénonce le manque d'efficacité de certaines techniques et accuse les tenants de vivre aux dépens de personnes qui ont besoin d'aide.                                                         |
| 3-5 (31)  | Holier Than Thou    | Plus saint que toi       | 23 mai 2005   | P&T dénoncent la prétendue sainteté de Mère Teresa, Indira Gandhi et le Dalai Lama. |
| 3-6 (32)  | College             | Les écoles supérieures   | 30 mai 2005   | P&T dénoncent le fait qu'on croit que pour réussir, il faut absolument passer par une école supérieure. |
| 3-7 (33)  | Big Brother         | Big Brother              | 13 juin 2005  | P&T dénoncent le Patriot Act, qui accroît abusivement le contrôle de l'État sur les agissements des citoyens. |
| 3-8 (34)  | Hair                | Les cheveux, les poils   | 20 juin 2005  | P&T dénoncent les délires autour des cheveux : les perruques, les méthodes pour faire pousser les cheveux, la mode |
| 3-9 (35)  | Gun Control         | Le contrôle des armes    | 27 juin 2005  | Le phénomène des armes personnelles aux États-Unis. L'opinion de P&T conclut au droit de port en citant, entre autres, la constitution des États-Unis.                                                                       |
| 3-10 (36) | Ghost Busters       | Les chasseurs de fantôme | 11 juin 2005  | Suivi d'un groupe de chasseurs de fantômes. P&T les accusent d'exercer une pseudoscience et de bien voir ce qu'ils veulent voir.                                                                                             |
| 3-11 (37) | Endangered Species  | Les espèces en danger    | 18 juin 2005  | Critique l'esprit et l'application du US Endangered Species Act et certaines de ses conséquences. |
| 3-12 (38) | Signs From Heaven   | Les signes du Ciel       | 25 juin 2005  | Apparitions de signes surnaturels de natures religieuses. |
| 3-13 (39) | The Best            | Le meilleur              | 5 août 2005   | P&T dénoncent la course au meilleur dans tous les domaines. Ils engagent à nouveau le faux serveur et servent des repas créés à base de produits bas de gamme à des clients d'un restaurant huppé.                           |

## Quatrième Saison
| #         | Titre             | Traduction              | Diffusion     | Résumés et sujets abordés |
| --------- | ----------------- | ----------------------- | ------------- | --- |
| 4-1 (40)  | Boy Scouts        | Les scouts              | 3 avril 2006  | P&T dénoncent que les "Boy Scouts of America" refusent les athées, les homosexuels et les gens de couleurs alors que cet organisme est subventionné par l'état. Ils accusent les mormons d'être à l'origine de cette discrimination.                                                                    |
| 4-2 (41)  | Prostitution      | La prostitution         | 10 avril 2006 | Le débat sur la légalisation de la Prostitution, les dangers de la pratique de celle-ci dans les conditions d'illégalité. Visite d'un bordel légal. |
| 4-3 (42)  | The Death Penalty | La peine de mort        | 17 avril 2006 | Émission au sujet du débat autour de la peine de mort. |
| 4-4 (43)  | Cryptozoology     | La cryptozoologie       | 24 avril 2006 | P&T abordent la question de ceux qui cherchent les créatures qui n'existent pas : Monstre du Loch Ness et BigFoot. |
| 4-5 (44)  | Ground Zero       | Ground Zero             | 1er mai 2006  | La reconstruction du World Trade Center |
| 4-6 (45)  | Pet Love          | L'adoration des animaux | 8 mai 2006    | P&T traitent des personnes en dépendances affective de leurs animaux de compagnie, de l'anthropomorphisme, ainsi que l'usage de gadgets comme les neuticles (des prothèses testiculaires pour animaux domestiques castrés, censé ne pas choquer psychologiquement l'animal au moment de la castration). |
| 4-7 (46)  | Reparations       | Les réparations         | 15 mai 2006   | P&T dénoncent les associations qui réclament des réparations (pécuniaires) en faveur des anciens esclaves. |
| 4-8 (47)  | Manners           | Les bonnes manières     | 22 mai 2006   | P&T retrace l'origine des bonnes manières en passant par une mise en situation de l'époque victorienne. |
| 4-9 (48)  | Numbers           | Les nombres             | 29 mai 2006   | P&T dénoncent le fait qu'on peut nous leurrer avec des statistiques : en démonstration, des magiciens présentent des escroqueries possibles en compliquant la manière d'échanger un billet contre de la monnaie (escroquerie au change).                                                                |
| 4-10 (49) | Abstinence        | l'abstinence sexuelle   | 5 juin 2006   | P&T dénoncent l'éducation sexuelle aux USA, qui pour éviter le SIDA ou de tomber enceinte, recommande de pratiquer l'abstinence, négligeant tous les autres moyens (préservatif, pilule, avortement) en dépit du bon sens et d'une forte natalité chez les adolescentes des milieux défavorisés.        |

## Cinquième saison
| #         | Titre                     | Traduction                                                      | Diffusion     | Résumés et sujets abordés |
| --------- | ------------------------- | --------------------------------------------------------------- | ------------- | --- |
| 5-1 (50)  | Obesity                   | L'obésité                                                       | 22 mars 2007  | P&T dénoncent les échelles de poids prétendu idéal, et l'usage qui en est fait par certaines compagnies d'assurances                                                                                 |
| 5-2 (51)  | Wal-Mart Hatred           | La haine contre Wal-Mart                                        | 29 mars 2007  | Wal-Mart est une chaîne d'hypermarché en pleine expansion aux États-Unis. P&T dénoncent certaines réactions suscitées par cette chaine de magasin.                                                   |
| 5-3 (52)  | Breast Hysteria           | L'hystérie contre les seins                                     | 5 avril 2007  | Une femme s'est fait expulser d'un Toys'r'Us parce qu'elle a dû allaiter son bébé dans le magasin. Dans certains comtés, le fait de "flasher" (montrer brièvement ses seins) est passible de prison. |
| 5-4 (53)  | Detoxing                  | Détoxication                                                    | 12 avril 2007 | Lavage de l'intestin, parasites, détoxication et cancer du colon |
| 5-5 (54)  | Exorcism                  | L'exorcisme                                                     | 19 avril 2007 | |
| 5-6 (55)  | Immigration               | L'immigration                                                   | 26 avril 2007 | P&T dénoncent le fait que les programmes contre l'immigration ne servent à rien, et que les immigrants sont nécessaires à l'économie                                                                 |
| 5-7 (56)  | Handicap Parking          | Le stationnement pour handicapés                                | 3 mai 2007    | P&T dénoncent le fait que d'essayer de rendre accessible tous les lieux aux handicapés est inutile et absurde en citant en exemple des handicaps extrêmes comme un homme dans un poumon d'acier      |
| 5-8 (57)  | Mount Rushmore            | Le mont Rushmore                                                | 10 mai 2007   | P&T dénoncent la confusion entre antipatriotisme et avis politique. Le fait de critiquer le président est qualifié d'antipatriotique par certains, alors qu'il ne s'agit que d'avis politique.       |
| 5-9 (58)  | Nukes, Hybrids & Lesbians | L'(énergie) nucléaire, les (moteurs) hybrides et les lesbiennes | 17 mai 2007   | P&T traitent de la peur du nucléaire, de l'efficacité supposée des moteurs hybrides et des lesbiennes dans le but avoué d'avoir de l'audience.                                                       |
| 5-10 (59) | Anger Management          | Le contrôle de la colère                                        | 24 mai 2007   | P&T dénoncent le manque d'efficacité des programmes de contrôle de la colère. |

## Sixième saison
La sixième saison est en cours de diffusion sur Showtime. La bande annonce sur le site web de Showtime, intitulée Mama told me (Maman m'a dit que ...), ne semble pas correspondre directement à l'une des émissions en particulier.
| #         | Titre                | Traduction                       | Diffusion       | Résumés et sujets abordés |
| --------- | -------------------- | -------------------------------- | --------------- | --- |
| 6-01 (60) | War on Porn          | La Guerre contre la pornographie | 19 juin 2008    | P&T dénoncent le discours de ceux qui veulent interdire la pornographie. P&T soulignent qu'aucune étude n'a réussi à prouver une relation entre regarder de la pornographie, et les envies de viol, de violence, de pédophilie, avoir des problèmes de couple ou moins respecter les femmes. |
| 6-02 (61) | New Age Medicine     | La Médecine New Age              | 26 juin 2008    | P&T passe en revue la "médecine" New Age : l'acuponcture, les lumières multicolores en cristal, médecine par le son, le toucher thérapeutique sans contact (surnommé TT). Avec la participation de Emily Rosa, qui, à 9 ans, démonta le TT. Ce rapport de recherche qui fut publié dans un journal de médecine à ses 11 ans, fit d'elle la plus jeune personne à être publiée dans une revue scientifique de médecine. |
| 6-03 (62) | NASA                 | NASA                             | 3 juillet 2008  | P&T se questionnent sur l'utilité de la NASA |
| 6-04 (63) | Dolphins             | Les Dauphins                     | 10 juillet 2008 | Les dauphins sont-ils intelligent ? P&T abordent aussi la naissance assisté par les dauphins, les séances de spiritisme pour retrouver son dauphin profond. |
| 6-05 (64) | Sleep, Inc.          | Sommeil et compagnie             | 17 juillet 2008 | P&T parlent des vendeurs de matelas et des somnifères. |
| 6-06 (65) | Being Green          | Être vert                        | 24 juillet 2008 | P&T dénoncent le concept de "carbon credit": des sites web où on rachète le carbone que chaque particulier produit Note : Bein' Green est une chanson très connue de 1, rue Sésame interprétée par Kermit la grenouille |
| 6-07 (66) | Sensitivity Training | Travailler sa sensibilité        | 31 juillet 2008 | P&T critiquent les cours pour s'entrainer à ne pas heurter la sensibilité d'autrui. |
| 6-08 (67) | Stranger Danger      | Ne parle pas aux inconnus        | 7 août 2008     | P&T affirme que donner la peur des inconnus à nos enfants ne sert à rien : ils ont plus de chance de se faire frapper par la foudre que de se faire kidnapper ; ils ont plus de chance de se faire abuser par quelqu'un qu'on connaît que par un inconnu ; leur donner la peur de l'inconnu les empêchent de développer leur habileté sociale. A l'extrême ils peuvent devenir agoraphobe ou paranoïaque.              |
| 6-09 (68) | World Peace          | La Paix mondiale                 | 14 août 2008    | P&T critiquent certaines dérives du mouvement pacifiste actuel et font la promotion du commerce comme moyen d'obtenir la paix. |
| 6-10 (69) | Good Ol' Days        | De mon temps                     | 21 août 2008    | P&T critiquent les nostalgiques du bon vieux temps, rappelant les points négatifs de chaque époque de l'histoire des États-Unis |

## Septième saison
La septième saison a été annoncée au printemps 2009. Elle débute le 25 juin.
| #         | Titre          | Traduction                 | Diffusion       | Résumés et sujets abordés |
| --------- | -------------- | -------------------------- | --------------- | --- |
| 7-01 (70) | Orgasms        | Les Orgasmes               | 25 juin 2009    | P&T dénoncent la recherche à tout prix de l'orgasme. |
| 7-02 (71) | Astrology      | L'astrologie               | 2 juillet 2009  | P&T se rendent compte qu'ils n'ont jamais fait d'émission sur l'astrologie (ce qui nous épargne une émission sur les français) |
| 7-03 (72) | Video Games    | Les jeux vidéo             | 9 juillet 2009  | P&T affirment qu'il n'y a pas de lien entre la violence réelle et la violence dans les jeux vidéo. Vue les ventes de jeux vidéo, une forte proportion de la population a acheté Grand Theft Auto IV, ce qui en fait un paramètre non pertinent. Ils emmènent un enfant adepte des jeux vidéo dans un stand de tir réel. Après avoir tiré une fois, l'enfant fond en larmes dans les bras de sa mère. |
| 7-04 (73) | The Apocalypse | L'Apocalypse               | 16 juillet 2009 | P&T dénoncent la prétendue fin du monde en 2012. |
| 7-05 (74) | Lie Detectors  | Les détecteurs de mensonge | 23 juillet 2009 | P&T dénoncent que les détecteurs de mensonges ne sont que des détecteurs de stress : ils ne marchent que si vous êtes convaincus que ce sont des détecteurs de mensonges. Ils montrent comment apprendre en cinq minutes à contourner le détecteur, et comment un "spécialistes" utilisent le moment de relâche après le test du détecteur pour lui soutirer ce qu'il voulait savoir. |
| 7-06 (75) | Organic Food   | Les aliments bio           | 30 juillet 2009 | P&T estiment que pour faire des aliments bio, les fermiers utilisent des engrais, qu'ils sont forcement cultivés par des gros fermiers pour approvisionner toutes les grandes épiceries du pays, que le goût ces aliments est le même... |
| 7-07 (76) | Taxes          | Les impôts                 | 6 août 2009     | P&T estiment qu'il y a trop d'impôts. |
| 7-08 (77) | Lawns          | Le gazon                   | 13 août 2009    | P&T dénoncent certaines règles de quartiers résidentiels qui imposent de garder une pelouse toujours verte (pouvant être puni d'emprisonnement). Pour garder une pelouse verte, ils estiment qu'il faut utiliser des engrais dangereux (cancérigènes et interdits à la culture d'aliments) et l'arroser abondamment. |
| 7-09 (78) | Stress         | Le stress                  | 10 août 2009    | P&T dénoncent toutes le méthodes pour dé-stresser. Un docteur explique que les signes de stress qu'invoquent certains "charlatans", sont en faites des symptômes de dépression. L'invité John McEnroe explique que le stress est parfois nécessaire pour se dépasser. |
| 7-10 (79) | The Vatican    | Le Vatican                 | 27 août 2009    | P&T critiquent le Vatican et le Pape : ils critiquent les positions du Vatican sur l'usage du préservatif, même quand l'un des conjoints a le SIDA. Ils critiquent la position de l'Église sur l'homosexualité : elle ne reconnaît pas les homosexuels catholiques et ne condamne pas les pays où l'homosexualité est illégale, même ceux où elle est condamnable par la peine de mort. La comique satirique italienne Sabina Guzzanti, invitée de l'émission, s'est vue fermer toutes les portes des médias après avoir prononcé une phrase contre le Pape lors d'un meeting politique ; P&T dénoncent la promiscuité de Silvio Berlusconi et de Benoît XVI. En Italie, il n'y aurait pas un jour où les journaux ne parlent pas de l'avis du Vatican sur les lois en discussion. P&T critiquent le fait que l’Église cherche avant tout à protéger plus son image que les victimes, dans les affaires de pédophilie impliquant un prêtre. |

L'épisode sur le Vatican n'est pas sorti en DVD, quand bien même la jaquette proclame "La saison complète".

## Huitième saison
| #         | Titre            | Traduction                        | Diffusion        | Résumés et sujets abordés |
| --------- | ---------------- | --------------------------------- | ---------------- | --- |
| 8-01 (80) | Cheerleaders     | Les Cheerleaders (Pom-pom girls)  | 10 juin 2010     | Aux USA, le cheerleading n'est pas reconnu comme un sport, principalement à cause des féministes et de la loi Title IX qui interdit de subventionner une activité où une catégorie de personnes serait exclue (en l'occurrence, les hommes). Le cheerleading est l'activité où il y a le plus de blessées, plus que le football, et le hockey sur glace. Le statu quo profite à la société Varsity, qui concentre au travers de sous-marques, l'ensemble des accessoires nécessaires aux cheerleaders. Varsity organise aussi la multitude de compétitions au travers du pays. Si l'activité était reconnu comme un sport, il n'y aurait alors qu'une seule compétition par état, et moins d'argent pour Varsity. La formation de sécurité des encadrants est assurée par la USASF (United State All Star Federation), dans une session de 3 heures. Cette société appartient à Varsity, et est donc loin d'être indépendante. En particulier, les encadrants n'ont pas de formation en premier secours. |
| 8-02 (81) | Fast Food        | La Restauration rapide            | 17 juin 2010     | P&T affirment que la restauration rapide n'est pas responsable de l'obésité. Ils se prononcent contre les taxes sur les sodas, et les autres réglementations, et veulent que les gens soient libres de leur choix de vie. |
| 8-03 (82) | Martial Arts     | Les Arts martiaux                 | 24 juin 2010     | P&T rappellent que la légitime défense consiste à répondre de manière proportionnée à une agression ; c'est ce que certains professeurs d'autodéfense oublie de rappeler. P&T affirment que le meilleur moyen de ne faire aucun blessé sera toujours de prendre ses jambes à son cou. |
| 8-04 (83) | Teen Sex         | La Sexualité chez les adolescents | 1er juillet 2010 | P&T dénoncent le puritanisme du sujet. P&T montrent un adolescent de 12 ans qui a été rentré dans le fichier des agresseurs sexuels pour pédophilie parce qu'une copine de classe lui a envoyé une photo d'elle nue. Le fichier des agresseurs sexuels lui interdit à vie l'accès à certaines catégories de travail. |
| 8-05 (84) | Easy Money       | L'Argent facile                   | 8 juillet 2010   | P&T se concentrent sur les fausses promesses de gain de la vente multiniveau, qui bien souvent se révèle être de la vente pyramidale. |
| 8-06 (85) | Area 51          | La Zone 51                        | 15 juillet 2010  | P&T disent que la zone 51 est une zone des tests secrets militaires pour les avions, et que certains prototypes ont pu être confondus avec ovnis. P&T n'ont aucune preuve, puisque les tests sont secrets, mais le secret qui entoure cette base n'est pas une raison pour croire tout et n'importe quoi. |
| 8-07 (86) | Criminal Justice | Le Système pénal américain        | 22 juillet 2010  | Selon P&T, le système pénal américain envoie trop de monde en prison, préférant risquer d'enfermer des innocents plutôt que de risquer de laisser échapper des coupables. Aux USA, les procureurs généraux sont élus par les citoyens. Ils sont donc incités à prouver leur efficacité grâce au nombre de condamnations effectives. Deux personnes arrêtés et incarcérés à tort témoignent sur les abus du système pénal : Richard Paey, accusé de trafic de drogue parce que son médecin lui prescrivait des doses hors norme d'antidouleur, alors qu'il est handicapé en chaise roulante, condamné à cinq ans de prison, il en fit 3 et demi ; et James Bain, accusé de viol, condamné à la prison à vie, il fut innocenté par un test ADN après 35 ans de prison. |
| 8-08 (87) | Old People       | Les personnes âgées               | 29 juillet 2010  | P&T s'attaquent aux idées reçues sur les personnes âgées. Sentent-elles mauvais ? Conduisent-elles mal ? Ont-elles une vie sexuelle ? Savent-elles se servir des nouvelles technologies ? (Ils invitent "Coco et Lefty" deux personnes âgées qui mettent des vidéos sur YouTube et ont des fans sur Facebook). P&T parlent ensuite en faveur de l'euthanasie. |
| 8-09 (88) | Self-Esteem      | L'Estime de soi                   | 5 août 2010      | P&T critiquent le développement personnel qui cherche à augmenter l'estime de soi. Selon eux, l'estime de soi est bien, quand il est basé sur des mérites réels. Sinon, c'est comme un ballon de baudruche : beaucoup de vent. |
| 8-10 (89) | Vaccination      | La Vaccination                    | 12 août 2010     | P&T défendent la vaccination et critiquent les mouvements anti-vaccins aux USA. |